# 동백동산
동백동산(冬栢東山)은 대한민국 제주특별자치도 제주시 조천읍 선흘리에 있는 동백나무 천연림이다. 1981년 8월 26일 제주특별자치도의 기념물 제10호로 지정되었다.

## 개요
동백나무는 차나무과에 속하는 나무로 우리나라를 비롯하여 일본·중국 등의 따뜻한 지방에 분포하고 있다. 우리나라에서는 남쪽 해안이나 섬에서 자란다. 꽃은 이른봄에 피는데 매우 아름다우며 꽃이 피는 시기에 따라 춘백(春栢), 추백(秋栢), 동백(冬栢)으로 부른다.
동백동산은 북제주군 조천읍 선흘리 동쪽에 있는 천연림으로 넓은 면적에 걸쳐 있다. 이곳은 원래 동백나무가 많다 하여 동백동산이란 이름이 붙여졌으나 동백나무 외에도 종가시나무·후박나무·빗죽이나무 등이 함께 자라고 있고, 나무 밑에는 새우난초·보춘화·사철란 등이 자라고 있다. 또한 숲 안과 주위에 백서향나무·변산 일엽 등의 희귀식물이 자생하고 있다.
동백동산은 넓은 면적에 걸쳐 사계절 푸른 활엽수가 자라는 천연림으로 학술적 연구가치가 높고, 제주도의 원식생을 추정할 수 있는 유일한 곳이다. 또한 희귀식물이 자생하고 있어 기념물로 지정하여 보호하고 있다.

## 참고 자료
- 동백동산 - 국가유산청 국가유산포털